# Прва лига Србије у америчком фудбалу 2018.
Прва лига Србије у америчком фудбалу 2018. је четрнаеста сезона највишег ранга такмичења америчког фудбала у Србији. У лиги је наступило укупно осам клубова, а титулу су бранили Вајлд борси из Крагујевца.
Цело прво коло такмичења је одложено, па је лига кренула 1. априла утакмицом другог кола у коме су се састала два најтрофејнија клуба, Вајлд борси Крагујевац и Вукови Београд. Победили су домаћи са 38:21.
Сезона је завршена 8. јула финалном утакмицом између Вајдл борса из Крагујевца и Вукова из Београда. Титулу су овојили Вајлд борси, осму у својој историји.

## Систем такмичења
Систем такмичења је остао исти као претходне сезоне. У лиги је учествовало 8 клубова, а играло се по једнокружном бод систему, сваки клуб одигра по 7 мечева. Два најбоље пласирана клуба на табели обезбедила су учешће у полуфинале, а екипе од трећег до шестом места играла су четвртфинале. Последњепласирани клуб испао је у нижи ранг такмичења, Прву лигу Србије, док се претпоследњи играо бараж утакмицу против другопласираног из Прве лиге. У плеј офу се игра на један добијени меч, а предност домаћег терена се одређује на основу позиције на табели у регуларном делу сезоне.

## Клубови
За разлику од прошле сезоне, из лиге су као последњепласирани клуб такмичење напустили Целтиси Сомбор, а њихово место је заузела првопласирана екипа из Друге лиге Блек хорнетси Јагодина. Прошлогодишњи финалиста Дјукси Нови Сад су због финансијске ситуације одлучили да напусте сва такмичења, а такође су такмичење напустили и Пантерси Панчево који су прошле године заузели 7. место. Они су због подмлађивања екипе одлучили да такмичење наставе у Трећој лиги. Њихово место су заузели дргопласирана и трећепласирана екипа Друге лиге Мамутси Кикинда и Голден берси Бор.
| Клуб               | Место             | Сезона 2017        |
| ------------------ | ----------------- | ------------------ |
| Блек хорнетси      | Јагодина          | 1. место у 2. лиги |
| Блу драгонси       | Београд           | Полуфинале         |
| Вајлд борси        | Крагујевац        | Првак              |
| Вукови             | Београд           | Полуфинале         |
| Голден берси       | Бор               | 3. место у 2. лиги |
| Индијанси          | Инђија            | 5. место           |
| Мамутси            | Кикинда           | 2. место у 2. лиги |
| Сирмијум лиџонарси | Сремска Митровица | 6. место           |

## Резултати[3]
1.коло
| Датум        | Клуб                   | Клуб                   | Резултат   |
| ------------ | ---------------------- | ---------------------- | ---------- |
| 1. мај 2018  | Вукови Београд         | Мамутси Кикинда        | 49:6       |
| 2. јун 2018  | Индијанси Инђија       | Блек хорнетси Јагодина | 38:6       |
| 17. јун 2018 | Блу драгонси Београд   | Сирмијум лиџонарси     | 37:7       |
| /            | Вајлд борси Крагујевац | Голден берси Бор       | 35:0 (с.р) |

2.коло
| Датум          | Клуб                   | Клуб                 | Резултат |
| -------------- | ---------------------- | -------------------- | -------- |
| 1. април 2018  | Вајлд борси Крагујевац | Вукови Београд       | 38:21    |
| 1. април 2018  | Голден берси Бор       | Сирмијум лиџонарси   | 12:14    |
| 1. април 2018  | Блек хорнетси Јагодина | Блу драгонси Београд | 20:0     |
| 15. април 2018 | Мамутси Кикинда        | Индијанси Инђија     | 6:40     |

3.коло
| Датум          | Клуб                 | Клуб                   | Резултат |
| -------------- | -------------------- | ---------------------- | -------- |
| 21. април 2018 | Блу драгонси Београд | Мамутси Кикинда        | 30:22    |
| 21. април 2018 | Вукови Београд       | Голден берси Бор       | 46:0     |
| 22. април 2018 | Индијанси Инђија     | Вајлд борси Крагујевац | 21:30    |
| 22. април 2018 | Сирмијум лиџонарси   | Блек хорнетси Јагодина | 15:28    |

4.коло
| Датум        | Клуб                   | Клуб                 | Резултат |
| ------------ | ---------------------- | -------------------- | -------- |
| 5. мај 2018  | Мамутси Кикинда        | Сирмијум лиџонарси   | 26:14    |
| 5. мај 2018  | Вајлд борси Крагујевац | Блу драгонси Београд | 50:28    |
| 5. мај 2018  | Вукови Београд         | Индијанси Инђија     | 35:21    |
| 12. мај 2018 | Блек хорнетси Јагодина | Голден берси Бор     | 46:15    |

5.коло
| Датум        | Клуб                   | Клуб                   | Резултат |
| ------------ | ---------------------- | ---------------------- | -------- |
| 13. мај 2018 | Сирмијум лиџонарси     | Вајлд борси Крагујевац | 13:35    |
| 19. мај 2018 | Блек хорнетси Јагодина | Мамутси Кикинда        | 57:0     |
| 20. мај 2018 | Индијанси Инђија       | Голден берси Бор       | 45:0     |
| 20. мај 2018 | Блу драгонси Београд   | Вукови Београд         | 16:39    |

6.коло
| Датум        | Клуб                   | Клуб                   | Резултат   |
| ------------ | ---------------------- | ---------------------- | ---------- |
| 26. мај 2018 | Вукови Београд         | Сирмијум лиџонарси     | 35:0 (с.р) |
| 27. мај 2018 | Вајлд борси Крагујевац | Блек хорнетси Јагодина | 67:27      |
| 27. мај 2018 | Голден берси Бор       | Мамутси Кикинда        | 29:26      |
| 27. мај 2018 | Индијанси Инђија       | Блу драгонси Београд   | 28:0       |

7.коло
| Датум        | Клуб                   | Клуб                   | Резултат |
| ------------ | ---------------------- | ---------------------- | -------- |
| 9. јун 2018  | Сирмијум лиџонарси     | Индијанси Инђија       | 0:44     |
| 10. јун 2018 | Блу драгонси Београд   | Голден берси Бор       | 47:8     |
| 10. јун 2018 | Блек хорнетси Јагодина | Вукови Београд         | 44:58    |
| 10. јун 2018 | Мамутси Кикинда        | Вајлд борси Крагујевац | 0:55     |

## Табела
|  | Пласирали се у полуфинале   |
|  | Пласирали се у четвртфинале |
|  | Играју бараж за опстанак    |
|  | Испали у Другу лигу         |

| #  | Клуб                   | ИГ | П | ИЗ | ПД  | ПП  | ПР   |
| -- | ---------------------- | -- | - | -- | --- | --- | ---- |
| 1. | Вајлд борси Крагујевац | 7  | 7 | 0  | 310 | 110 | +200 |
| 2. | Вукови Београд         | 7  | 6 | 1  | 283 | 125 | +158 |
| 3. | Индијанси Инђија       | 7  | 5 | 2  | 237 | 77  | +160 |
| 4. | Блек хорнетси Јагодина | 7  | 4 | 3  | 228 | 193 | +35  |
| 5. | Блу драгонси Београд   | 7  | 3 | 4  | 158 | 174 | -16  |
| 6. | Мамутси Кикинда        | 7  | 1 | 6  | 86  | 274 | -188 |
| 7. | Голден берси Бор       | 7  | 1 | 6  | 64  | 259 | -195 |
| 8. | Сирмијум лиџонарси     | 7  | 1 | 6  | 63  | 217 | -154 |

* Међусобни дуели: Мамутси Кикинда +9, Голден берси Бор +1, Сирмијум Лиџонарси -10

## Бараж за опстанак
| Датум       | Клуб             | Клуб        | Резултат |
| ----------- | ---------------- | ----------- | -------- |
| 1. јул 2018 | Голден берси Бор | Најтси Клек | 28:21    |

## Плеј-оф

### Четвртфинале
| Датум        | Клуб                   | Клуб                 | Резултат |
| ------------ | ---------------------- | -------------------- | -------- |
| 24. јун 2018 | Индијанси Инђија       | Мамутси Кикинда      | 49:0     |
| 24. јун 2018 | Блек хорнетси Јагодина | Блу драгонси Београд | 34:36    |

### Полуфинале
| Датум        | Клуб                   | Клуб                 | Резултат |
| ------------ | ---------------------- | -------------------- | -------- |
| 30. јун 2018 | Вајлд борси Крагујевац | Блу драгонси Београд | 49:14    |
| 30. јун 2018 | Вукови Београд         | Индијанси Инђија     | 49:7     |

| Датум       | Клуб                   | Клуб           | Резултат |
| ----------- | ---------------------- | -------------- | -------- |
| 8. јул 2018 | Вајлд борси Крагујевац | Вукови Београд | 54:36    |

| Првак Прве лиге Србије 2018.     |
| -------------------------------- |
| Вајлд борси Крагујевац 8. титула |